# 中国香态食品
中国香态食品(NASDAQ：PLIN)是一家重庆食品公司，董事长兼首席执行官为代泽书。总裁兼董事为吴晓辉。

## 历史
2005年创建于重庆，主营业务是新鲜肉类分销、批发和加工。旗下包括重庆鹏霖食品与广安勇鹏食品两家公司。2019年8月14日在纳斯达克交易所上市，承销商是宝德证券。竞争对手有双汇集团，新希望集团，华牧集团。